# 斑尾咬鵑
斑尾咬鵑（學名Apaloderma vittatum）是咬鵑科的一種鳥類。

## 分佈及棲息地
斑尾咬鵑分佈在安哥拉、蒲隆地、喀麥隆、剛果民主共和國、赤道畿內亞、肯雅、馬拉威、莫桑比克、尼日利亞、盧旺達、坦桑尼亞、烏干達及尚比亞。它們棲息在森林，喜歡在海拔約1600米的地方，較綠頰咬鵑所處的為高，但也有重疊的地方。

## 特徵
斑尾咬鵑平均長28厘米。喙及腳呈黃色，尾巴長而闊，尾底有黑白幼斑紋。雄鳥的頭部是藍黑色，帶有銅虹色。眼睛下有兩個黃色或橙色沒有羽毛的地方，眼睛上有黃色或灰色斑。上胸呈紫色至藍綠色，下身其他部份是紅色的。背部是綠色的，尾巴頂面呈藍黑色或紫黑色。雌鳥的頭部是褐色的，喉嚨及胸部呈肉桂色，其餘的都像雄鳥。幼鳥外觀像雌鳥，但腹部呈白色，雙翼上有淡色斑點。